# Comuna Zemleanîcine, Bilohirsk
Zemleanîcine (în ucraineană Земляничне) este o comună în raionul Bilohirsk, Republica Autonomă Crimeea, Ucraina, formată din satele Olenivka, Opîtne, Radisne, Rodnîkî, Sînokameanka, Ucebne și Zemleanîcine (reședința).

## Demografie
Componența lingvistică a comunei Zemleanîcine
     Tătară crimeeană (48,02%)
     Rusă (45,05%)
     Ucraineană (5,41%)
     Alte limbi (0,76%)
Conform recensământului din 2001, nu exista o limbă vorbită de majoritatea populației, aceasta fiind compusă din vorbitori de tătară crimeeană (48,02%), rusă (45,05%) și ucraineană (5,41%).